# Guilherme Henriques de Carvalho
Guilherme Henriques de Carvalho (ur. 1 lutego 1793 w Coimbrze, zm. 15 listopada 1857 w Lizbonie) – portugalski duchowny katolicki, kardynał, patriarcha Lizbony, członek Kortezów.

## Życiorys
Święcenia kapłańskie przyjął 5 czerwca 1819. 16 grudnia 1842 został wybrany biskupem Leirii. 2 lipca 1843 w Lizbonie przyjął sakrę z rąk kardynała Francisco de São Luiz Saraivy. 24 listopada 1845 objął stolicę patriarchalną Lizbony, na której pozostał już do śmierci. Od 1846 do śmierci był administratorem apostolskim diecezji Portalegre i Castelo Branco. 19 stycznia 1846 Grzegorz XVI wyniósł go do godności kardynalskiej, a 30 listopada 1854 Pius IX nadał mu tytuł kardynała prezbitera bazyliki Santa Maria sopra Minerva. Nie brał udziału w Konklawe 1846 (wybierającym Piusa IX).